# Tomosvaryella sumbarensis
Tomosvaryella sumbarensis är en tvåvingeart som beskrevs av Kuznetzov 1993. Tomosvaryella sumbarensis ingår i släktet Tomosvaryella och familjen ögonflugor.
Artens utbredningsområde är Turkmenistan. Inga underarter finns listade i Catalogue of Life.